# Palfuria gladiator
Palfuria gladiator là một loài nhện trong họ Zodariidae.
Loài này thuộc chi Palfuria. Palfuria gladiator được Szüts & Rudy Jocqué miêu tả năm 2001.